# Ріо-Салічето
Ріо-Салічето (італ. Rio Saliceto) — муніципалітет в Італії, у регіоні Емілія-Романья,  провінція Реджо-Емілія.
Ріо-Салічето розташоване на відстані близько 360 км на північний захід від Рима, 60 км на північний захід від Болоньї, 19 км на північний схід від Реджо-нелль'Емілії.
Населення — 6261 особа (2014).

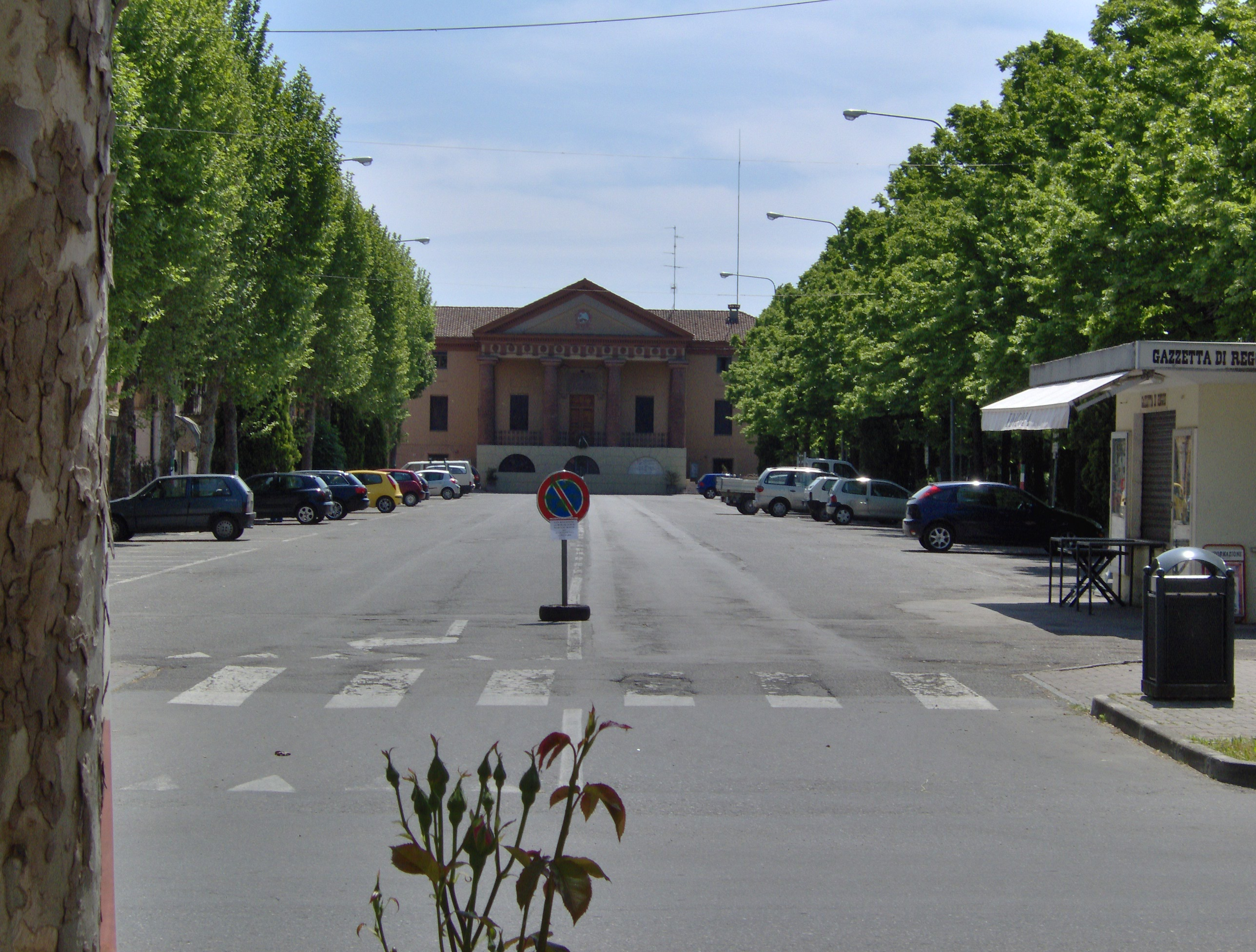

Щорічний фестиваль відбувається 23 квітня. Покровитель — святий Юрій.

## Демографія
Населення за роками:

Станом на 1 січня 2023 року в муніципалітеті офіційно проживало 768 іноземців з 34 країн, серед них 79 громадян країн Євросоюзу та 24 громадяни України.

## Сусідні муніципалітети
- Кампаньола-Емілія
- Карпі
- Корреджо
- Фаббрико